# One More Chance (singel Michaela Jacksona)
One More Chance – singiel Michaela Jacksona z albumu kompilacyjnego Number Ones. Jest to jedyny nowy utwór na płycie, napisał go R. Kelly.

## Historia
Utwór znalazł się na australijskiej, francuskiej i szwedzkiej wersji składanki King of Pop oraz na japońskiej limitowanej edycji boxu The Ultimate Collection.

## Teledysk
Planowana była promocja utworu teledyskiem jednak podczas kręcenia go Michael Jackson został aresztowany w związku z domniemanym molestowaniem seksualnym 14-letniego Gavina Avizo. W związku z tym klip został zastąpiony zlepkiem materiałów z koncertów i teledysków Jacksona. Oryginalna wersja teledysku ujrzała światło dzienne dopiero po śmierci artysty, w box secie Michael Jackson’s Vision wydanym w listopadzie 2010 roku.

## Lista utworów

### UK single
1. Album version – 3:50
2. Paul Oakenfold Urban Mix – 3:37

### UK Maxi single
1. Album version – 3:50
2. Paul Oakenfold Mix – 3:49
3. Brian Rawling Metro Mix – 3:46
4. Ron G Club Mix – 3:54

### UK 12” single
1. Brian Rawling Metro Mix – 3:50
2. Paul Oakenfold Urban Mix – 3:37
3. Paul Oakenfold Mix – 3:50
4. Ron G Club Mix – 4:00
5. Album version – 3:50

### 12” picture disc vinyl single
1. „One More Chance” (Album version) – 3:50
2. „Billie Jean” (Album version) – 4:54

### US Promo 12” disc vinyl single
1. Album version – 3:50
2. R. Kelly Remix – 3:40
3. Ron G Club Mix – 3:55
4. Ron G Rhythmic Mix – 4:15
5. Paul Oakenfold Urban Mix – 3:35
6. Paul Oakenfold Mix – 3:50
7. Night & Day R&B Mix – 3:38
8. Metro Remix – 3:50
9. Ford Remix – 4:20
10. Slang Remix – 7:51
11. Slang Electro Remix – 5:57

## Notowania
| Lista (2001)                         | Najwyższa pozycja |
| ------------------------------------ | ----------------- |
| U.S. Billboard Hot 100               | 83                |
| U.S. Billboard Hot R&B/Hip-Hop Songs | 40                |
| UK Singles Chart                     | 5                 |